# Mir (software)
Mir è un server grafico per Linux sviluppato da Canonical Ltd., che avrebbe dovuto sostituire X su Ubuntu al posto di Wayland.

## Storia
L'annuncio dell'inizio del suo sviluppo è stato dato il 4 marzo 2013 ed è stato introdotto per la prima volta su Ubuntu con la versione 16.10. Tuttavia, il 5 Aprile 2017, Canonical Ltd., ha comunicato la volontà di incentrare le proprie risorse su altri progetti finanziariamente più convenienti e che le successive versioni di Ubuntu non avrebbero usato Mir e che Ubuntu 18.04 sarebbe tornata ad usare il desktop environment GNOME. Nonostante ciò, Mark Shuttleworth ha successivamente chiarito che, per il momento, non intende abbandonare completamente lo sviluppo di Mir.

## Cronologia dello sviluppo
Le tappe di Canonical per lo sviluppo del server Mir sono:
- maggio 2013 - termine del primo passo per l'integrazione di Unity Next con Mir e provvedere a facilitare l'iniziazione all'interazione con l'attuale sviluppo della shell.
- ottobre 2013 - Unity Next e il window management di Mir sono completamente integrati con il resto del sistema per supportare Ubuntu Touch. I computer desktop e i portatili avranno accesso ad una modalità che permette di usare il client X al posto di un server X senza root e on-demand.
- aprile 2015 - Prima Versione commerciale di Ubuntu Touch
- aprile 2016 - La completa convergenza tra i form factor è raggiunta con Mir e Unity 8 che serve come carrier tra form factor.
- 5 aprile 2017 - Canonical Ltd. annuncia che intende mettere in secondo piano lo sviluppo di Mir[4]
- giugno 2017 - Canonical Ltd. annuncia l'intenzione di voler rendere Mir compatibile con il protocollo Wayland[6]
- settembre 2017 - inizia il supporto nativo in Mir dei client wayland e quindi l'inizio della compatibilità con il protocollo di Wayland.[7] Da questo momento Mir viene sviluppato non più come un progetto a sé stante ma come una libreria per lo sviluppo di shell compatibile con wayland.[8]

## Caratteristiche
Mir al contrario di Wayland è un vero e proprio server grafico nato per sostituire X su Ubuntu, ma essendo di natura open source può essere usato anche per altre distribuzioni Linux. È gestito assieme a QtUbuntu dato che Unity 8 sarà basato su Qt5, e tramite Xmir sarà capace di eseguire le applicazioni sviluppate nativamente per il server X, così da poter spingere più facilmente verso l'adozione del nuovo server grafico. Supporta tutte le nuove caratteristiche per i server grafici, al contrario di X che da tempo non è più sviluppato e quindi più soggetto a bug che ne compromettono le funzionalità e la sicurezza.
Dal settembre del 2017, dopo l'annuncio dell'abbandono dello sviluppo di unity8, il progetto Mir è stato ripensato per diventare una libreria per lo sviluppo di shell per wayland e semplificare così la condivisione di funzionalità comuni tra di loro. Mir fornisce impostazioni predefinite per la gestione delle finestre, ma non impone uno stile di gestione delle finestre particolare. Fornisce alcuni stack hardware / driver grafici predefiniti, ma altri possono essere (e vengono) utilizzati. È possibile personalizzare il compositing, ecc. di conseguenza l'utilizzo di Mir consente agli sviluppatori di non dover sviluppare le componenti comuni con altre shell: gestione delle finestre, supporto per vari hardware, compositing e il supporto a Wayland stesso.

## Critiche
Ci sono state obiezioni da parte della comunità del software libero all'annuncio dello sviluppo di Mir, in particolare da KDE, LightDM e GNOME. Il continuatore di X, Daniel Stone, alla notizia dello sviluppo di un server grafico apposito per Ubuntu, ha affermato che ciò avrebbe significato globalmente più lavoro sia per i team di sviluppo collegati al progetto sia per i venditori di hardware..
A partire dalla versione 25 di Fedora, Wayland è il server grafico di default, si attende ancora la versione stabile di Mir e del relativo desktop environment Unity 8.